# Univers de Grothendieck
En matemàtiques, un univers de Grothendieck és un conjunt {\displaystyle {\mathcal {U}}} amb les següents propietats:
1. Si {\displaystyle x} és un element d' {\displaystyle {\mathcal {U}}} i si {\displaystyle y} és un element de {\displaystyle x}, llavors {\displaystyle y} també és un element d' {\displaystyle {\mathcal {U}}}. ({\displaystyle {\mathcal {U}}} és un conjunt transitiu.)
2. Si {\displaystyle x} i {\displaystyle y} són elements d' {\displaystyle {\mathcal {U}}}, llavors {\displaystyle \{x,y\}} és un element d' {\displaystyle {\mathcal {U}}}.
3. Si {\displaystyle x} és un element d' {\displaystyle {\mathcal {U}}}, llavors {\displaystyle {\mathcal {P}}(x)}, el conjunt de les parts de {\displaystyle x}, també és un element d' {\displaystyle {\mathcal {U}}}.
4. Si {\displaystyle \{x_{\alpha }\}_{\alpha \in I}} és una família d'elements d' {\displaystyle {\mathcal {U}}}, i si {\displaystyle I} és un element d' {\displaystyle {\mathcal {U}}}, llavors la unió {\displaystyle \bigcup _{\alpha \in I}x_{\alpha }} és un element d' {\displaystyle {\mathcal {U}}}.

Un univers de Grothendieck té l'objectiu de proveir un conjunt on poder realitzar totes les matemàtiques. (De fet, els universos no contables de Grothendieck proporcionen models de la teoria de conjunts amb la relació de pertinença natural, l'operació del conjunt de les parts, etc). Els elements d'un univers de Grothendieck s'anomenen de vegades conjunts petits. Devem la idea dels universos a Alexander Grothendieck, qui els va utilitzar com una manera d'evitar classes pròpies en geometria algebraica.
L'existència d'un univers no trivial de Grothendieck queda fora dels axiomes habituals de Zermelo–Fraenkel per a la teoria de conjunts; en particular impliquen l'existència de cardinals fortament inaccessibles.
La teoria de conjunts de Tarski–Grothendieck és un tractament axiomàtic de la teoria de conjunts, emprat en alguns sistemes de demostració automàtics, en els què cada conjunt pertany a un univers de Grothendieck.
El concepte d'un univers de Grothendieck també pot ser definit en un topos.

## Universos de Grothendieck i cardenals inaccessibles
Hi ha dos exemples senzills d'universos de Grothendieck:
- El conjunt buit, i
- El conjunt de tots els conjunts finitament hereditaris {\displaystyle V_{\omega }}.

Altres exemples són més difícils de construir. En termes generals, això és perquè els universos de Grothendieck són equivalents als cardinals fortament inaccessibles. Més formalment, el següent dos axiomes són equivalents:
(U) Per cada conjunt {\displaystyle x}, existeix un univers de Grothendieck {\displaystyle {\mathcal {U}}} tal que {\displaystyle x\in {\mathcal {U}}}.
(C) Per cada cardinal {\displaystyle \kappa }, hi ha un cardinal fortament inaccessible {\displaystyle \lambda } que és estrictament més gran que {\displaystyle \kappa }.